# Phyllanthus cauliflorus
Phyllanthus cauliflorus är en emblikaväxtart som först beskrevs av Olof Swartz, och fick sitt nu gällande namn av August Heinrich Rudolf Grisebach. Phyllanthus cauliflorus ingår i släktet Phyllanthus och familjen emblikaväxter. IUCN kategoriserar arten globalt som sårbar. Inga underarter finns listade i Catalogue of Life.